# Ferula moschata
Ferula moschata is een soort uit de schermbloemenfamilie (Apiaceae). Het is een meerjarige plant die een groeihoogte kan bereiken van ongeveer 50 tot 100 centimeter. De plant groeit vanuit een dikke penwortel en heeft één tot enkele slanke stengels.
De soort komt voor van Centraal-Azië tot in het westelijke deel van Xinjiang. Hij groeit daar in bergachtige gebieden, te midden van struikgewas en op grindhellingen, op hoogtes tussen 900 en 1600 meter.
De plant wordt in het wild geoogst voor lokaal gebruik als medicijn en als grondstof. De wortel wordt gebruikt vanwege een krampstillende en zenuwversterkende werking. Verder wordt de wortel gebruikt bij behandeling van chronische dysenterie, diarree en bronchitis. Uit de wortel wordt een gom gewonnen met een geur die doet denken aan muskus. Deze wordt gebruikt als parfum en wierook bij bepaalde ceremonies. De gom kan gebruikt worden als vervanger van muskus.